# Pueblos Mágicos
Pueblos Mágicos es un programa turístico desarrollado por la Secretaría de Turismo (SECTUR) de México y diversas instancias gubernamentales que reconoce con ese apelativo a ciudades o poblados de ese país por el trabajo en proteger y guardar su riqueza cultural. Fue creado el 5 de octubre de 2001. En 2019 el programa dejó de recibir presupuesto por parte del gobierno federal.
El entorno de cada uno varía desde la influencia del pasado prehispánico, el periodo colonial y la preservación de tradiciones seculares y ancestrales, así como lugares de acontecimientos históricos en la vida de México.

## Historia
La idea de este programa fue de Leticia Navarro, secretaria de turismo, y Eduardo Barroso, subsecretario de operación turística y quien había sido encargado de turismo en el equipo de transición del presidente Vicente Fox.

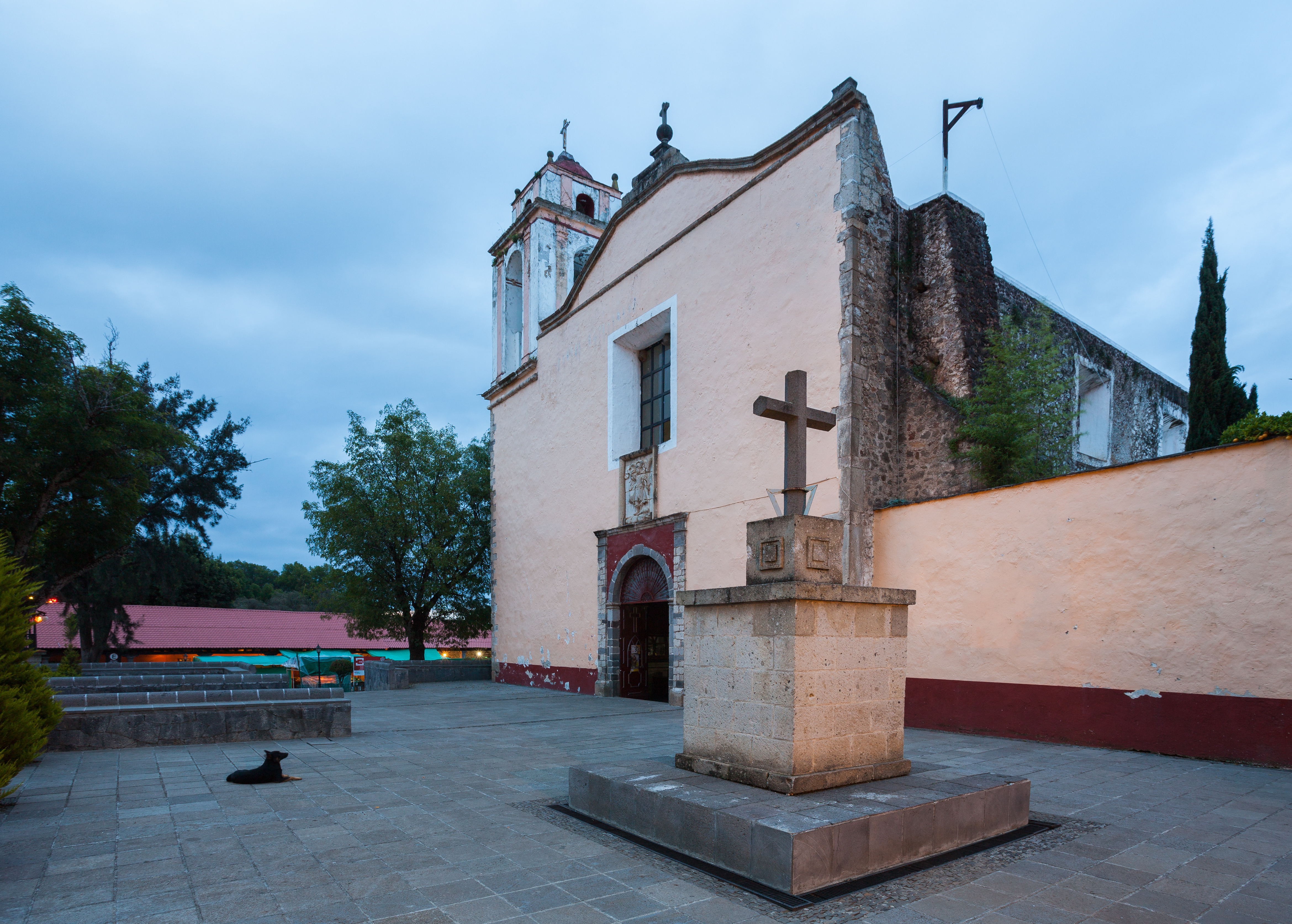
En 2001, Huasca de Ocampo fue el primer sitio denominado Pueblo Mágico.

En 2001, Huasca de Ocampo fue el primer sitio denominado Pueblo Mágico. Durante ese año Mexcaltitán, Tepoztlán y Real de Catorce también fueron declarados.
En 2002 se declararon los pueblos de San Miguel de Allende, Taxco, Tepotzotlán, Tapalpa, Comala, Pátzcuaro, Dolores Hidalgo, Cuetzalan e Izamal. En 2003 se incluyeron en la lista los pueblos de Tequila y San Cristóbal de las Casas. En 2004, Parras de la Fuente y Real del Monte fueron integrados dentro del programa. En 2005 se declararon los pueblos de Valle de Bravo, Mazamitla, Álamos, Tlalpujahua, Cosalá y Bernal.
En 2006 se incluyeron en la lista los pueblos de Real de Asientos, Todos Santos, Cuitzeo, Santiago, Bacalar, Coatepec y Papantla. En 2006, el gobierno del Estado de México inició un programa estatal paralelo y similar, con el objetivo de apreciar localidades mexiquenses con vocación turística y buscar crear mayores empleos y derrama económica por turismo en varios municipios. Así, se creó el programa Pueblos con Encanto, durante la gestión del entonces gobernador Enrique Peña Nieto y siendo secretaria de Turismo, Laura Barrera.

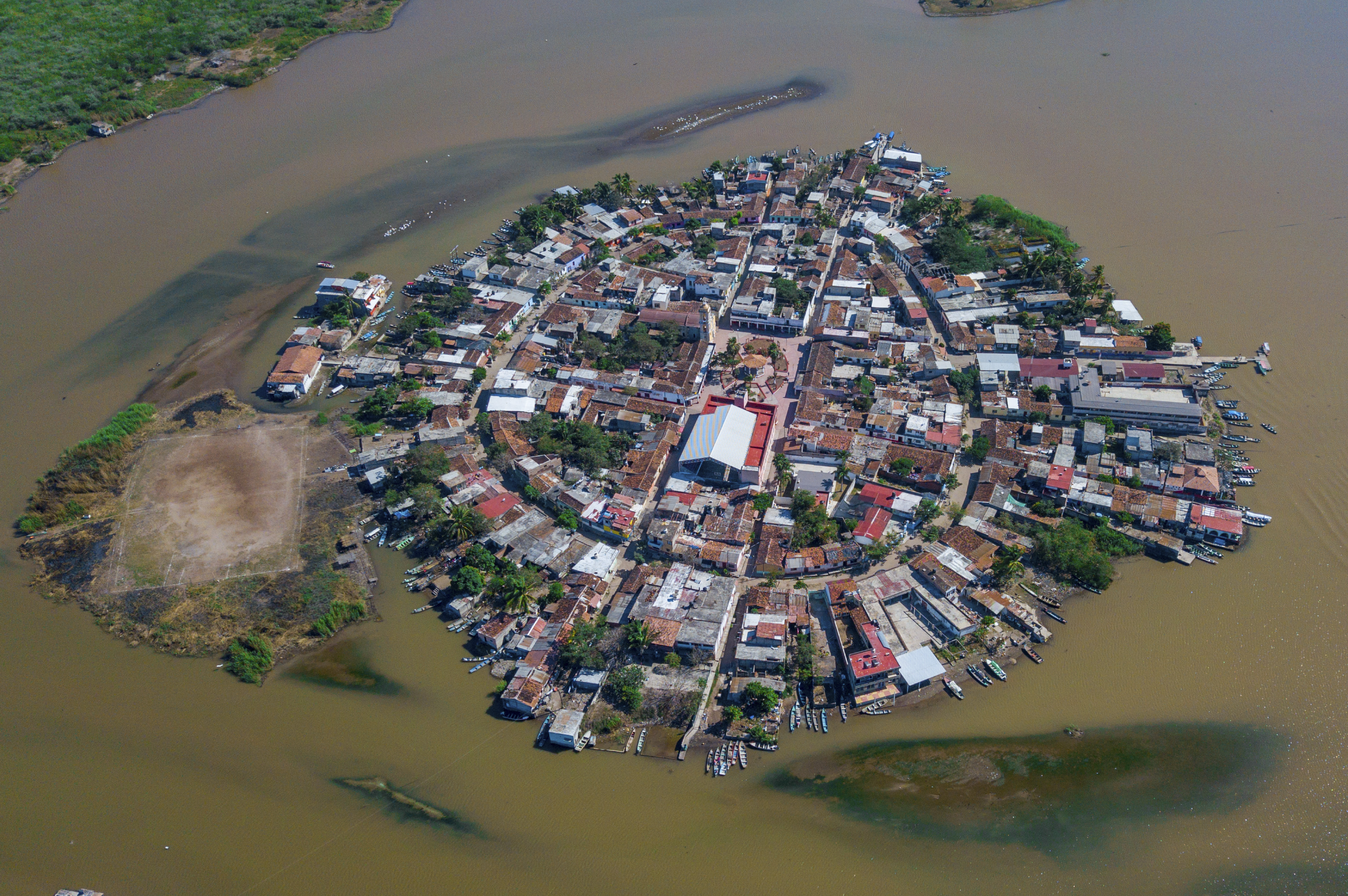
Mexcaltitán, fue declarado en 2001; en 2009 se le retiró la categoría por incumplir con los estándares requeridos. Recuperó la categoría en 2020.

En 2007 Jerez de García Salinas, Huamantla, Mier, Creel y Capulálpam de Méndez fueron integrados dentro del programa. En 2008 no hubo ninguna declaratoria pero se le retiró la distinción a San Miguel de Allende porque fue declarado Patrimonio Cultural de la Humanidad por la UNESCO. En 2009 se declaró a El Fuerte como Pueblo Mágico. Tepoztlán junto con Mexcaltitlán y  Papantla se les retiró la categoría por incumplir con los estándares requeridos del programa.
En 2010 Tepoztlán recuperó la denominación; y los pueblos de Tapijulapa, Santa Clara del Cobre, Palizada, Jalpan de Serra y Malinalco fueron integrados dentro del programa. En 2011, Zacatlán, Teúl de González Ortega, Tlayacapan, Mineral del Chico, Cadereyta de Montes, Tula, El Oro, Xico, San Sebastián del Oeste y Xilitla, fueron incluidos en la lista.
En 2012 Mineral de Pozos, Sombrerete, Angangueo, Cuatro Ciénegas, Magdalena de Kino, Pahuatlán, Loreto, Valladolid, Metepec, Chiapa de Corzo, Comitán, Huichapan, Tequisquiapan, Batopilas, Chignahuapan, San Andrés Cholula y San Pedro (estos últimos en proyecto conjunto denominado Cholula), Pinos, Lagos de Moreno, Tacámbaro, Calvillo, Nochistlán de Mejía, Jiquilpan, Tlatlauquitepec, Tzintzuntzan, Mapimí, Tecate, Arteaga, Viesca, Jalpa de Cánovas, Salvatierra, Yuriria, Xicotepec, Jala y El Rosario son declarados Pueblos Mágicos, mientras que Papantla recupera la distinción que le había sido retirada en 2009.
En 2012, España, El Salvador, Ecuador, Perú, Colombia y Chile, solicitaron asesoría a la Secretaría de Turismo (Sectur) para desarrollar programas similares.
En 2015, 28 localidades fueron nombradas Pueblos Mágicos; éstas son: San José de Gracia, Candela, Guerrero, Palenque, Casas Grandes, Aculco de Espinoza, Ixtapan de la Sal, Teotihuacán de Arista y San Martín de las Pirámides (estos dos poblados en proyecto conjunto denominado Teotihuacán), Villa del Carbón, Tecozautla, Mascota, Talpa de Allende, Sayulita, Linares, Huautla de Jiménez, Mazunte, San Pablo Villa de Mitla, San Pedro y San Pablo Teposcolula, Atlixco, Huauchinango, San Joaquín, Isla Mujeres, Tulum, Mocorito, Tlaxco, Coscomatepec de Bravo, Orizaba y Zozocolco de Hidalgo.
En 2017 debido al terremoto del 19 de septiembre algunos pueblos tuvieron afectaciones. Atlixco y Cholula en el estado de Puebla; Tepoztlán, Tlayacapan en el estado de Morelos; Taxco de Alarcón en el estado de Guerrero; y Malinalco en el Estado de México fueron los lugares que sufrieron afectaciones principalmente.
El 11 de octubre de 2018 se nombraron diez pueblos, Nombre de Dios, Durango; Tlaquepaque, Jalisco; Zimapán, Hidalgo; Comonfort en Guanajuato; Amealco, Querétaro; Melchor Múzquiz, Coahuila; Compostela, Nayarit; Aquismón, San Luis Potosí; Bustamante, Nuevo León y Guadalupe en Zacatecas.
En 2019 fue anunciado que terminaría el presupuesto federal para este programa. Algunos pueblos de Jalisco anunciaron ante ello que buscarán recursos por su cuenta para sostenerlo.
El 1 de diciembre de 2020, se nombraron once pueblos: Ajijic, Jalisco; Isla Aguada, Campeche; Maní, Yucatán; Paracho, Michoacán; Juquila, Oaxaca; Santa María del Río, San Luis Potosí; Sisal, Yucatán; Tetela de Ocampo, Puebla; Tonatico, Estado de México y Zempoala, Hidalgo; mientras que Mexcaltitán en Nayarit, recuperó la categoría de Pueblo Mágico que le había sido retirada en 2009.
El 26 de junio de 2023 fueron nombrados 45 nuevos pueblos, pasando de 132 a 177, siendo estos los destinos agregados: Pabellón de Hidalgo, Aguascalientes; Santa Rosalía, Baja California Sur; Candelaria, Campeche; Copainalá y Ocozucoautla de Espinosa, Chiapas; Guachochi e Hidalgo del Parral, Chihuahua; General Cepeda, Coahuila; Jilotepec y Otumba, Estado de México; Ixcateopan de Cuauhtémoc y Zihuatanejo, Guerrero; Acaxochitlán y Metztitlán, Hidalgo; Cocula, Sayula y Temacapulín, Jalisco; Cotija, Michoacán; Tlaltizapán de Zapata y Xochitepec, Morelos; Ahuacatlán, Amatlán de Cañas, Ixtlán del Río, San Blas y Puerto Balleto (Islas Marías), Nayarit; General Terán y General Zaragoza, Nuevo León; Huejotzingo y Teziutlán, Puebla; Pinal de Amoles, Querétaro; Cozumel, Quintana Roo; Ciudad del Maíz y Tierra Nueva, San Luis Potosí; San Ignacio, Sinaloa; San Carlos y Ures, Sonora; Frontera y Teapa, Tabasco; Ixtenco, Tlaxcala; Córdoba y Naolinco de Victoria, Veracruz; Espita, Motul y Tekax, Yucatán y Villa Nueva, Zacatecas.
El 27 de septiembre de 2024, se introdujeron de manera oficial a Jilotepec y Otumba como Pueblos Mágicos del Estado de México, completando 14 pueblos en total.

## Objetivos
Los objetivos de la creación del programa Pueblos Mágicos son:
- Estructurar una oferta turística complementaria y diversificada hacia el interior del país, y cuyos singulares sitios tienen grandes atributos histórico-culturales.
- Generar y promocionar las artesanías, festividades, tradiciones y gastronomía del lugar.
- Generar productos turísticos como la aventura, deporte extremo, ecoturismo, pesca deportiva.
- Revalorar, consolidar y reforzar los atractivos turísticos de este conjunto de poblaciones del país, las cuales representan alternativas frescas y diferentes para atender a la naciente demanda de visitantes nacionales y extranjeros.
- Así también este programa se desarrolla con el fin de reconocer la labor de sus habitantes quienes han sabido guardar para todos, la riqueza cultural e histórica de su hogar.

## Criterios

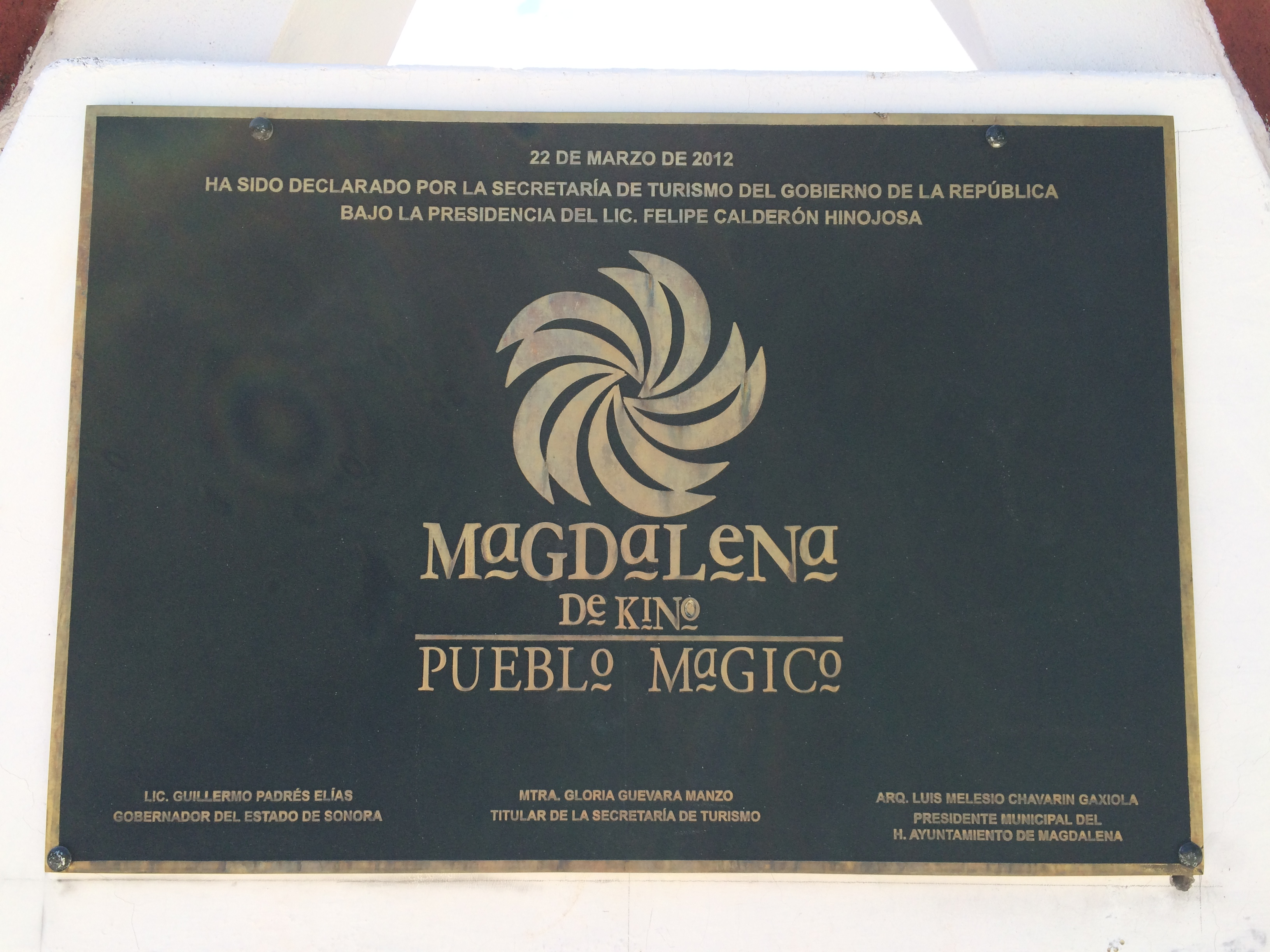
Placa que oficializa a Magdalena de Kino dentro del programa Pueblos Mágicos.

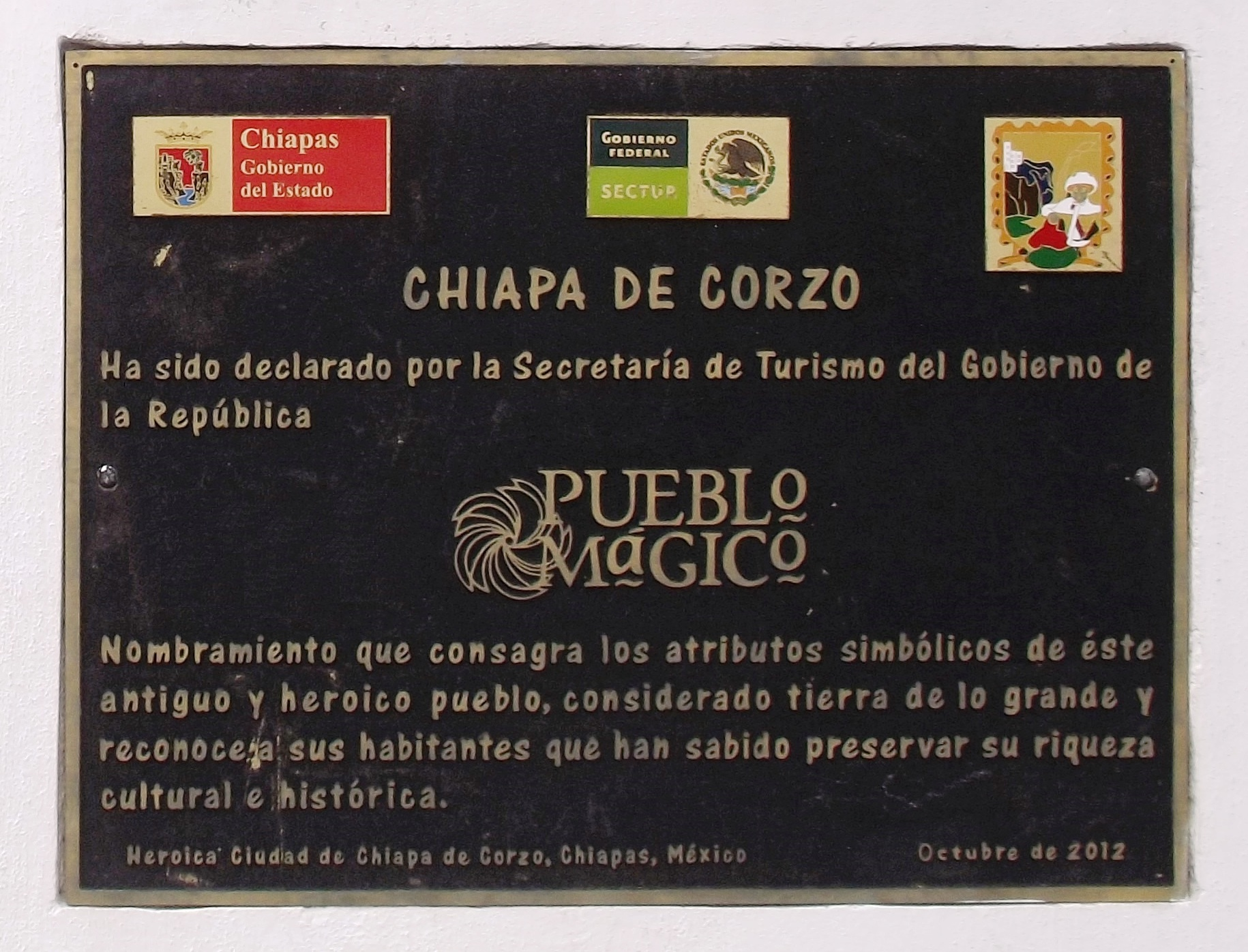
Placa que oficializa a Chiapa de Corzo dentro del programa Pueblos Mágicos.

Para poder pertenecer al programa, las localidades deben contar con una población de 20 mil habitantes, y deben ubicarse en una distancia no superior a los 200 km o el equivalente a dos horas de distancia vía terrestre, a partir de un destino turístico. Además, de solicitar la incorporación por parte de las autoridades municipales y estatales a SECTUR, para que estos realicen una visita de valoración para evaluar la potencialidad del sitio. Los criterios a considerar para que una comunidad tenga los elementos de incorporación más definidos son:
I.	Comité Pueblo Mágico formalmente constituido.
II.	Acta de cabildo (acuerdo para solicitar la adhesión al Programa).
III.	Punto de acuerdo del Congreso del Estado.
IV.	Aportación económica directa para el desarrollo turístico basado en proyectos y acciones derivadas de planes y programas turísticos.
V.	Programa de desarrollo turístico municipal actualizado con un horizonte al menos de 3 años.
VI.	Ordenamientos actualizados con enfoque turístico, durante la administración actual del Municipio.
VII.	Evidencia del atractivo simbólico de la Localidad aspirante.
VIII.	Servicios de salud y seguridad pública para la atención del turista en caso de ser necesario en una situación de emergencia.
IX.	Inversión privada y social en el desarrollo turístico y distintivos o sellos de calidad.
X.	Otros elementos que considere el Comité como relevantes para la actividad turística.
También podemos encontrar los elementos de permanencia los cuales son:
I.	Mantener un Comité activo con seguimiento de acuerdos.
II.	Aprobación y punto de acuerdo del Congreso del Estado.
III.	Cumplir planes, programas y normatividad.
IV.	Fortalecimiento e innovación del catálogo de productos turísticos.
V.	Funcionamiento y adecuación de los servicios de salud y de seguridad.
VI.	Evaluar el impacto del desarrollo turístico.
VII.	Mantenimiento de las relaciones comerciales con al menos un intermediario de servicios turísticos.
VIII.	Contar con un Sistema de Información Estadística.
IX.	Integrar un informe detallado de actividades (anual).
X.	Dar seguimiento a otros elementos que considere el Comité como relevantes para la operación del programa.
Si el dictamen es favorable, la localidad solicitante deberá iniciar el proceso de integración, según los lineamientos del programa. Ya que la localidad está incorporada al programa, para mantener su nombramiento debe obtener la renovación cada año y cumplir con los criterios de certificación del programa.
Las localidades con un número de población fuera de los rangos establecidos, pero que poseen atributos, riqueza cultural y natural, y manifestaciones históricas, se consideran dentro del programa, siempre y cuando se presente una solicitud al pleno del Comité Interinstitucional de Evaluación y Selección para que lo dictamine.

### Indicadores de desempeño
Las localidades incorporadas al programa para mantener su nombramiento como Pueblo Mágico, deberán obtener la renovación del mismo cada año, esta contará con la revisión de cumplimiento de los indicadores de evaluación de desempeño y de los criterios certificación del programa, por lo que deberán cumplir con los requisitos: institucionales y de gobierno; patrimonio y sustentabilidad; económico y social y de turismo.
Ya dentro del programa las autoridades estatales y municipales que hayan solicitado la incorporación comprometen una aportación económica de cuando menos 3 años para la realización de las acciones, proyectos y programas de trabajo que se encarguen del beneficio comunidad-autoridad. El 26 de septiembre de 2014 fueron publicados los lineamientos, en el Diario Oficial de la Federación (DOF), con las cuales se busca que tengan como ejes básicos:
- sustentabilidad
- competitividad
- tecnologías de la información
- transversalidad

## Críticas

### Al programa

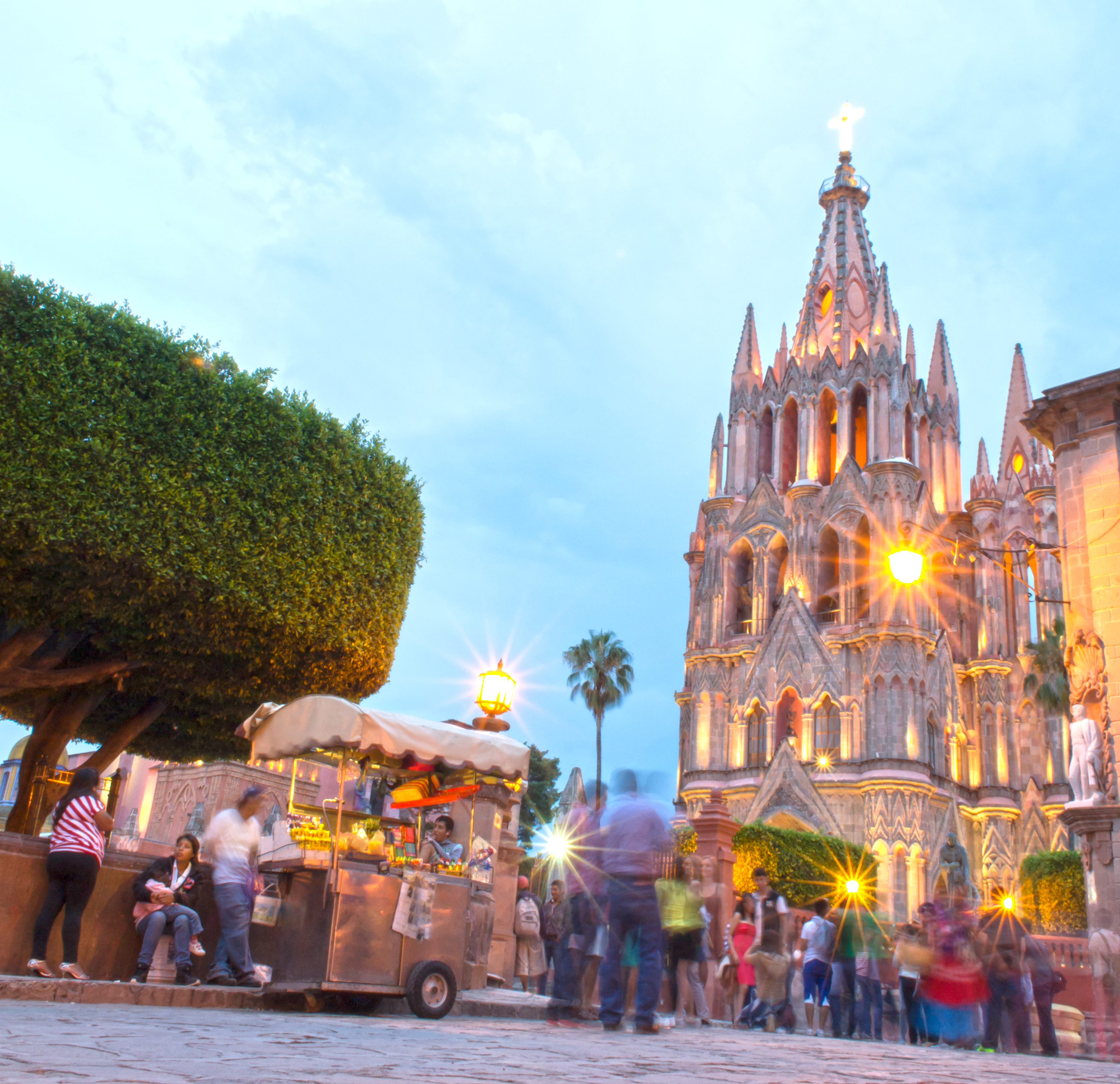
En la lista se encontraba San Miguel de Allende, que dejó de formar parte del programa, debido a que fue nombrado Patrimonio de la Humanidad por la UNESCO.

El programa ha generado discrepancias entre partidos políticos, muchos municipios buscan recibir la declaración para obtener mayores recursos presupuestales y otros municipios (principalmente de Oaxaca y Chiapas) han rechazado el programa porque consideran que es un atentado contra el valor patrimonial de los pueblos, así como la pérdida del patrimonio tangible e intangible de estas poblaciones pintorescas.
José de Jesús Hernández López, del Colegio de Michoacán, en el artículo Tequila: centro mágico, pueblo tradicional, ¿patrimonialización o privatización?, crítica el poder del Estado para valorar y legitimar los bienes de la nación, valiéndose de programas u organismos internacionales, distorsionando la identidad nacional y canalizando los recursos para infraestructura turística que satisfaga las necesidades de la iniciativa privada.
José de Jesús asegura que la declaración de Pueblo Mágico a Tequila, Jalisco, facilitó una mayor producción de la industria del tequila, usando los instrumentos legales y administrativos del estado como, la mejora de fachadas, iluminación y el ordenamiento de las redes de infraestructura. Esto asegura solo se hizo en la avenida de las casas tequileras que conecta con la plaza principal olvidándose de las casas de los lugareños. Lo que generó su patrimonialización ante la UNESCO fue el proceso de la destilación del tequila y el paisaje agavero como ícono de una bebida nacional, la población civil no fue tomada en cuenta y los planteamientos solo se enfocaron a la iniciativa privada.
Vanessa García Blanca, activista y académica de la Universidad Iberoamericana declara que los Pueblos Mágicos no necesariamente constituyen una alternativa para paliar los muchos males históricos que estos lugares tienen. La semántica en este caso cambia: la pobreza se convierte en folclor, hay inversión y venta, de proyectos turísticos en comunidades donde hay problemas y hasta litigios por las tierras.
En Michoacán poblados como Jiquilpan, Tlalpujahua y Angangueo, los beneficios obtenidos luego de su nombramiento pasan más por el tema de la promoción turística que por el tema del desarrollo económico, pues a partir de su nombramiento han sido objeto de diversas publicaciones en revistas especializadas en turismo de circulación nacional. Lo anterior contrasta con el sentir de una parte de la población quienes al que el tema de ser o no ser Pueblo Mágico les da igual. Es en el sector de la prestación de servicios en el que se ha generado una derrama económica considerable merced al turismo regional, sin embargo aún se carece de algunos servicios básicos en estas localidades.

### Seguridad

Ciudad Mier, en 2010 prácticamente quedó como un pueblo fantasma.

La pérdida de la magia, es una publicación que muestra el abandono del programa a causa de la inseguridad que han sufrido poblaciones como Creel, Santiago y Cuitzeo; las actividades del crimen organizado han afectado la imagen de estos pueblos a nivel internacional, razón por la cual un programa con intereses comerciales, de manera indiscriminada cancela o pone en discusión el apoyo recibido después de la declaratoria aunque las causas sean ajenas a los lugareños.
En 2010 el poblado de Mier estuvo a punto de perder la distinción de "Pueblo Mágico", por los hechos de violencia relacionados con el narcotráfico que generó que los habitantes abandonaran la ciudad. El poblado sufrió el éxodo de casi el 95% de sus habitantes, para finales de 2010 quedaban solo 400 de los cerca de 7500 pobladores que habitaban ahí antes de la ola de violencia. Pero a raíz de la llegada del Ejército, la economía y población local empezó a recuperarse.
De 2010 a 2012, en distintos pueblos la ola de violencia en algunos de los estados de México inhibe la visita de los turistas. De acuerdo con datos del 2011 al 2015 del Sistema Nacional de Seguridad Pública a nivel municipal, los llamados Pueblos Mágicos registran mayores niveles de criminalidad cuando se les compara con otros municipios. El robo común es 65.6% más alto en los Pueblos Mágicos que en resto del país.

### Gentrificación
Se ha argumentado que el programa de los Pueblos Mágicos desenlaza procesos de gentrificación al incrementar el costo de las propiedades (tanto en alquiler como en compra) a tal punto que los locales se ven incapaces de pagar los costos de vivir en sus propias comunidades. En el caso de Sisal, pueblo mágico en el estado de Yucatán se ha observado un incremento en el costo de la vivienda, en ocasiones de hasta un 600%. El costo de las rentas no se limita a las viviendas, sino que también afecta a los comercios locales; el alza en el precio de locales comerciales ha hecho que muchos pequeños comercios se vean obligados a cerrar y ser reemplazados por cadenas comerciales. Procesos similares de gentrificación se han observado en Tepoztlán, un pueblo mágico cercano a la Ciudad de México con una fuerte tradición Zapatista. El proceso de gentrificación en Tepoztlán ha sido descrito como:
La conversión de la vida de pueblo en una escenografía de folklore turístico para gente rica, tiendas gourmet, hoteles de «gran lujo», residencias de millonarios que expulsan a los pobladores originarios hacia la periferia, atentando contra la vida comunitaria, la cultura y aumentando los precios de todos los bienes y servicios."
Los pobladores de Ajijic, y otros poblados a las orillas del lago de Chapala también han sido víctimas de estos procesos sociales. Poco a poco las viviendas asequibles han sido reemplazadas por opulentas villas con precios dolarizados y completamente fuera del alcance del presupuesto de los locales; este proceso obliga a muchos locales a trasladarse a zonas aledañas donde la calidad de los servicios es menor y la violencia causada por la delincuencia organizada es más evidente. En el caso de San Cristóbal de las Casas se puede observar que la derrama económica generada por el turismo internacional no logra crear un incremento en la calidad de vida de los locales, ya que el mejoramiento urbano se ve limitado a zonas céntricas, aquellas habitadas por turistas y foráneos. 
La magia del PPM [programa Pueblos Mágicos] se concentra en el centro histórico de la ciudad y abandona las colonias y los asentamientos empobrecidos más alejados del centro, muchos de ellos indígenas.
Esta segmentación urbana crea procesos de exclusión social hacia los pueblos indígenas ya que se les asigna un rol dentro del proyecto turístico neoliberal. Se espera que se desempeñe como sujetos empleados en el sector servicios.

## Ubicación por estados
| Número | Entidad federativa                                          |
| ------ | ----------------------------------------------------------- |
| 12     | Estado de México, Puebla y Jalisco                          |
| 10     | Michoacán                                                   |
| 9      | Hidalgo y Nayarit                                           |
| 8      | Coahuila y Veracruz                                         |
| 7      | Querétaro, Yucatán y Zacatecas                              |
| 6      | Chiapas, Guanajuato, Oaxaca y San Luis Potosí               |
| 5      | Chihuahua, Nuevo León y Sinaloa                             |
| 4      | Aguascalientes, Morelos, Sonora y Quintana Roo              |
| 3      | Baja California Sur, Campeche, Guerrero, Tabasco y Tlaxcala |
| 2      | Durango y Tamaulipas                                        |
| 1      | Baja California y Colima                                    |